# جوزيف أوغسطين ويد
جوزيف أوغسطين ويد (بالإنجليزية: J. Augustine Wade)‏ هو موزع وكاتب أغاني وملحن أيرلندي، ولد في 15 يوليو 1796، وتوفي في 29 سبتمبر 1845.

## وصلات خارجية
- جوزيف أوغسطين ويد على موقع ميوزك برينز (الإنجليزية)